# Sorocaba (gemeente)
Sorocaba is een gemeente in de Braziliaanse deelstaat São Paulo. Het is de negende grootste stad van de staat. De stad werd gesticht in 1654.

## Geschiedenis
Voor de komst van de Europeanen werd het huidige grondgebied van Sorocaba bewoond door Tupi-indianen. Na de komst van de Portugezen in de 16e eeuw passeerden de Bandeirantes het gebied op weg naar Minas Gerais e Mato Grosso, waar ze op zoek gingen naar edelmetalen en ijzer. In de daarop volgende eeuw, werd in 1654 een gehucht gesticht, dat de naam Sorocaba kreeg. In 1661 werd het gehucht verheven tot dorp. Ruim anderhalf eeuw later kreeg Sorocaba stadsrechten.

## Aangrenzende gemeenten
De gemeente grenst aan Alumínio, Araçoiaba da Serra, Iperó, Itu, Mairinque, Porto Feliz, Salto de Pirapora en Votorantim.

## Sport
De stad heeft twee voetbalclubs. EC São Bento werd al in 1913 opgericht. In 1953 werd het een profclub die begon in de tweede klasse van de staatscompetitie. Nadat de club in 1962 promoveerde bleef de club tot 1991 in de hoogste klasse. De club speelde ook in de nationale reeksen en speelde in 1979 in de Série A, in 1981 en 1983 in de Série B en in 1992 in de Série C. De club zakte dan weg en keerde nog terug naar de hoogste klasse in 2006 en 2007 en opnieuw in 2015. In 2016 kon de club via de Série D opnieuw promotie afdwingen naar de Série C.
Atlético Sorocaba werd pas in 1991 opgericht. Ondanks dat de club pas in 2002 voor het eerst in de tweede klasse van de staatscompetitie speelde was de club van 1994 tot 1998 als derdeklasser actief in de nationale Série C en daarna opnieuw van 2001 tot 2005. In 2004 speelde de club ook voor het eerst in de hoogste klasse van de staatscompetitie, maar kon het maar twee seizoenen volhouden. In 2013-2014 keerden ze nog terug.

## Geboren in Sorocaba
- Oberdan Cattani (1919-2014), voetballer
- Rafael Cabral (1990), voetballer (doelman)

## Galerij

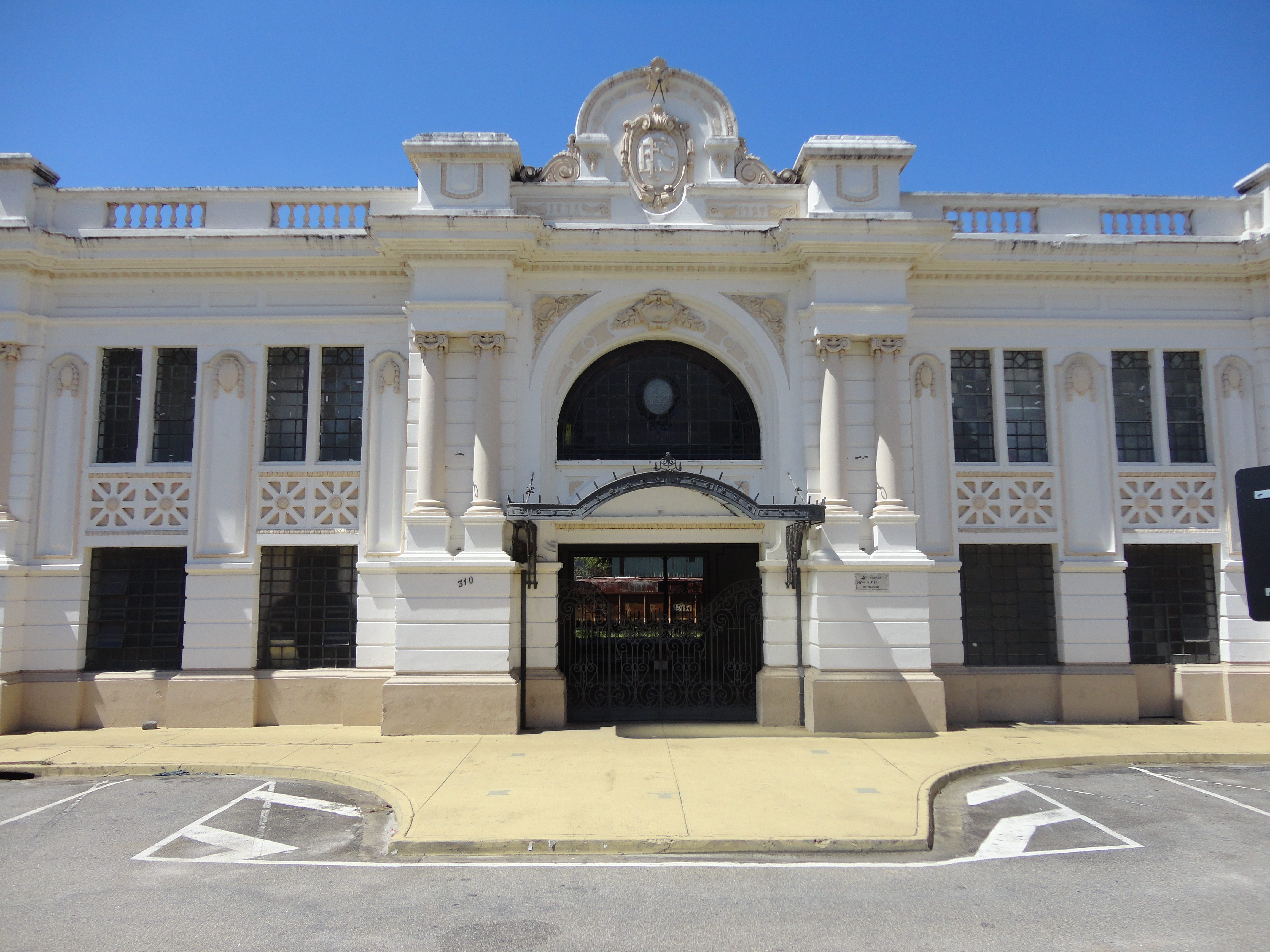
Trein station (foto: Renan Rangel Camargo)
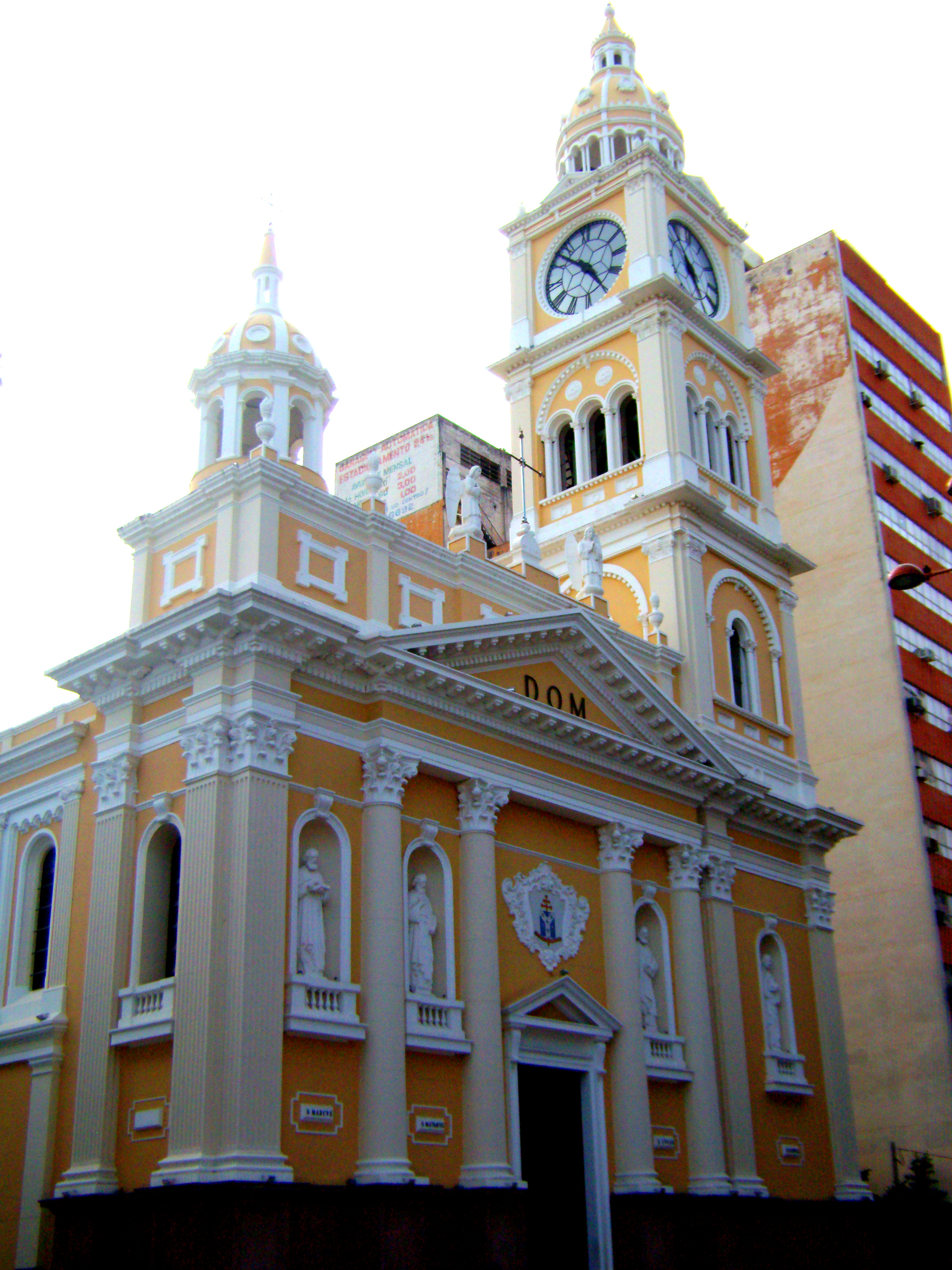
Kathedraal Metropolitana van Sorocaba
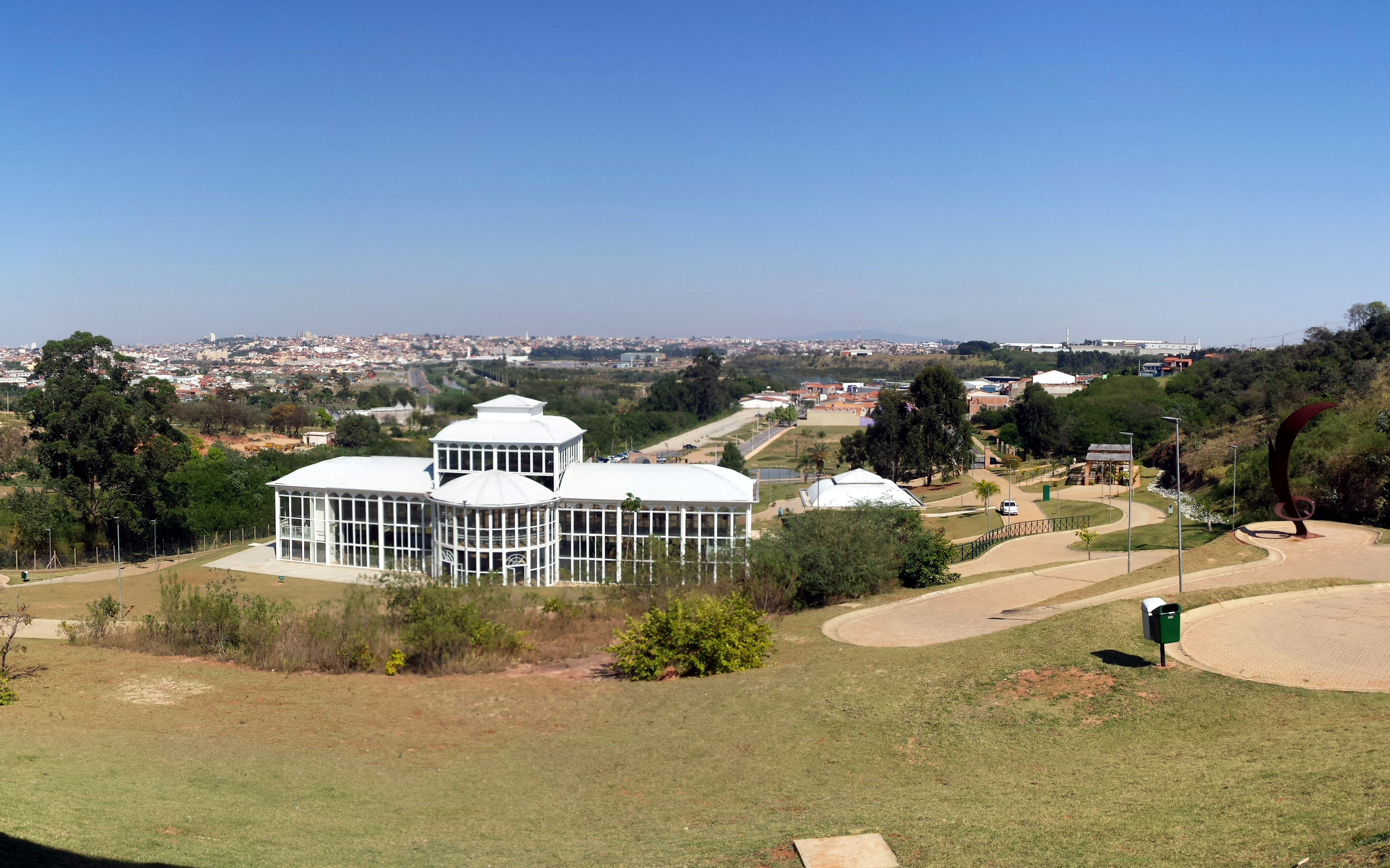
Botanische tuin van Sorocaba